# Irak en los Juegos Olímpicos de Barcelona 1992
Irak estuvo representado en los Juegos Olímpicos de Barcelona 1992 por ocho deportistas masculinos que compitieron en tres deportes.
El equipo olímpico iraquí no obtuvo ninguna medalla en estos Juegos.